# Bugatti Type 57

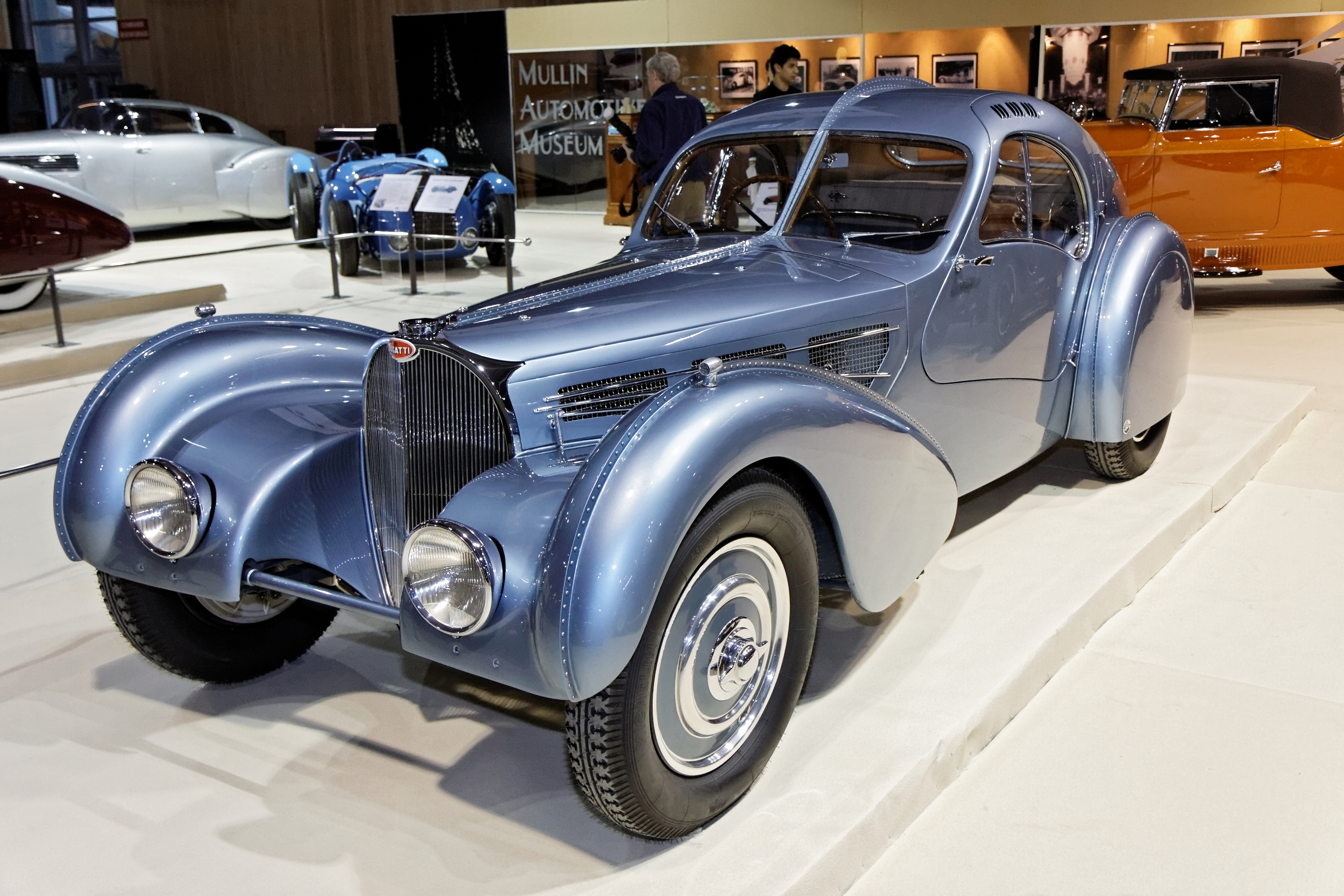
Paris — Retromobile 2012 — Bugatti type 57SC Atlantic 1936

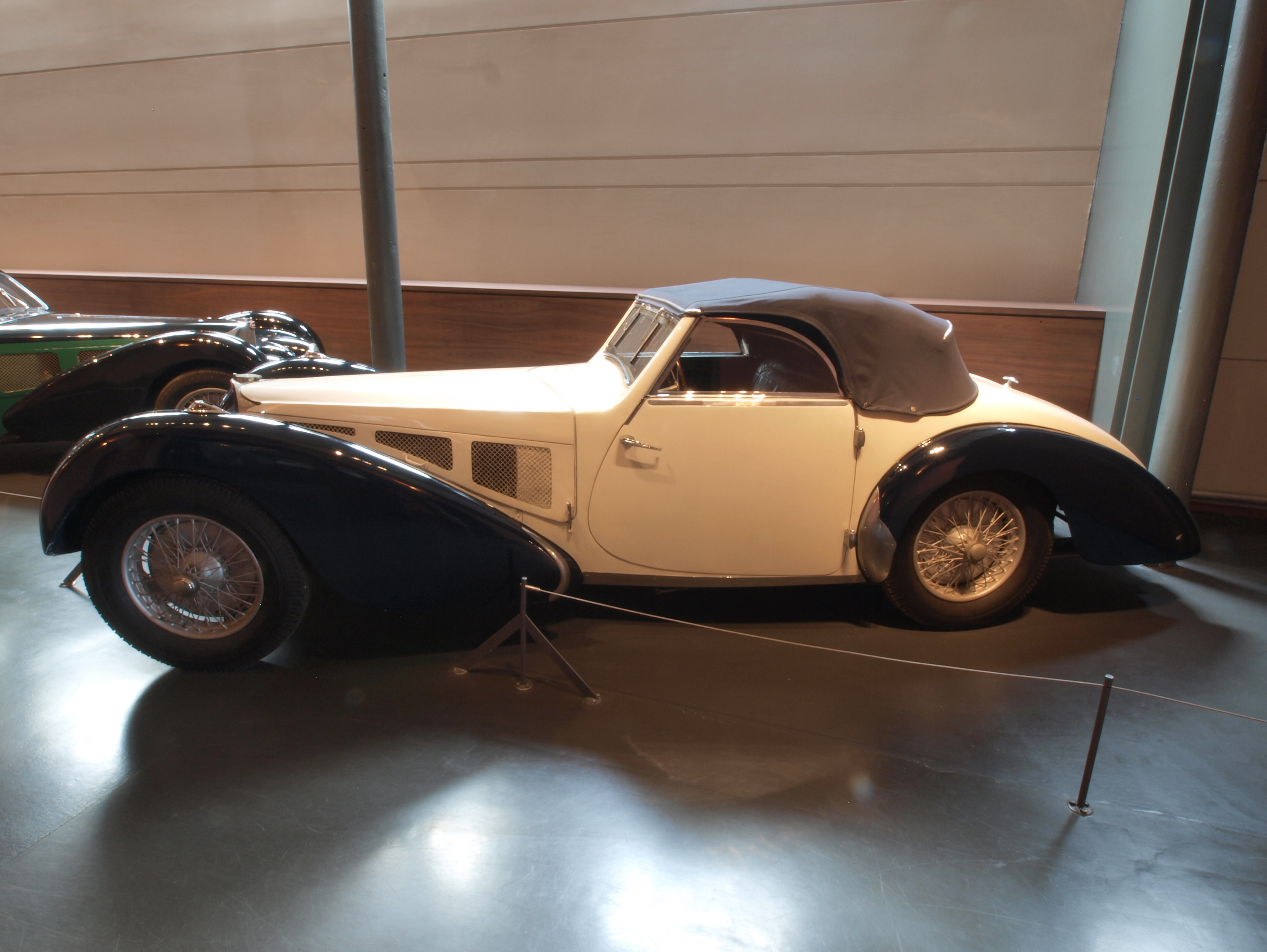
Bugatti Type 57 pic6c

| Bugatti Type 57 |                     |
| --------------- | ------------------- |
| Виробник        | Bugatti Automobiles |
| Рр. виробництва | 1934-40             |
| Місце вироб.    | Мольсхайм           |
| Попередник      | Bugatti Type 49     |
| Наступник       | Bugatti Type 101    |
| Типи кузова     | Гран-турізмо        |
| Двигун          | R8 3.3L             |
| Потужність      | 200к.с.             |
| Макс.швидкість  | 192 км год.         |
| Трансмісія      | 4 ст. МКПП          |
| Колісна база    | 3 302 мм            |
| Маса            | до 950 кг.          |

Bugatti Type 57 — автомобіль виробника Bugatti Automobiles класу Gran Turismo. Вироблявся у 1934-40 рр. у двох модифікаціях : Type 57S і Atalante, дизайн розробив Жан Бугатті.

## Type 57
Жан Бугатті на початку 30-х рр. керував заводом компанії в місті Мольсхайм, через відсутність свого батька. Саме тоді і розпочалася робота над 57-м.

### Конструкція
Нова машина мала незалежну підвіску та двигун L8 з подвійним верхнім розподільним валом під кутом 93⁰ із зубчастою передачею, розміщеною в задній частині двигуна, роторами. Потужність його становила 135 к.с.
Гальма були із тросовим приводом, а передня вісь оснащувалася напівеліптичною листовою ресорою.
Жан створив чотири різних кузови для цієї моделі: чотиридверні седани (вироблялися компаніями Ventoux і Galibier), двомісне купе, кабріолет Stelvio (фірми Gangloff).[2]
Але початок виробництва затягувався через сучасні на тоді деталі та конструкції автомобіля. Type 57 розпочали виробляти в 1934 році. Всього зібрали 630 автомобілів із максимальною швидкістю 153 км/год. Маса машини становила 950 кг.

## Type 57T

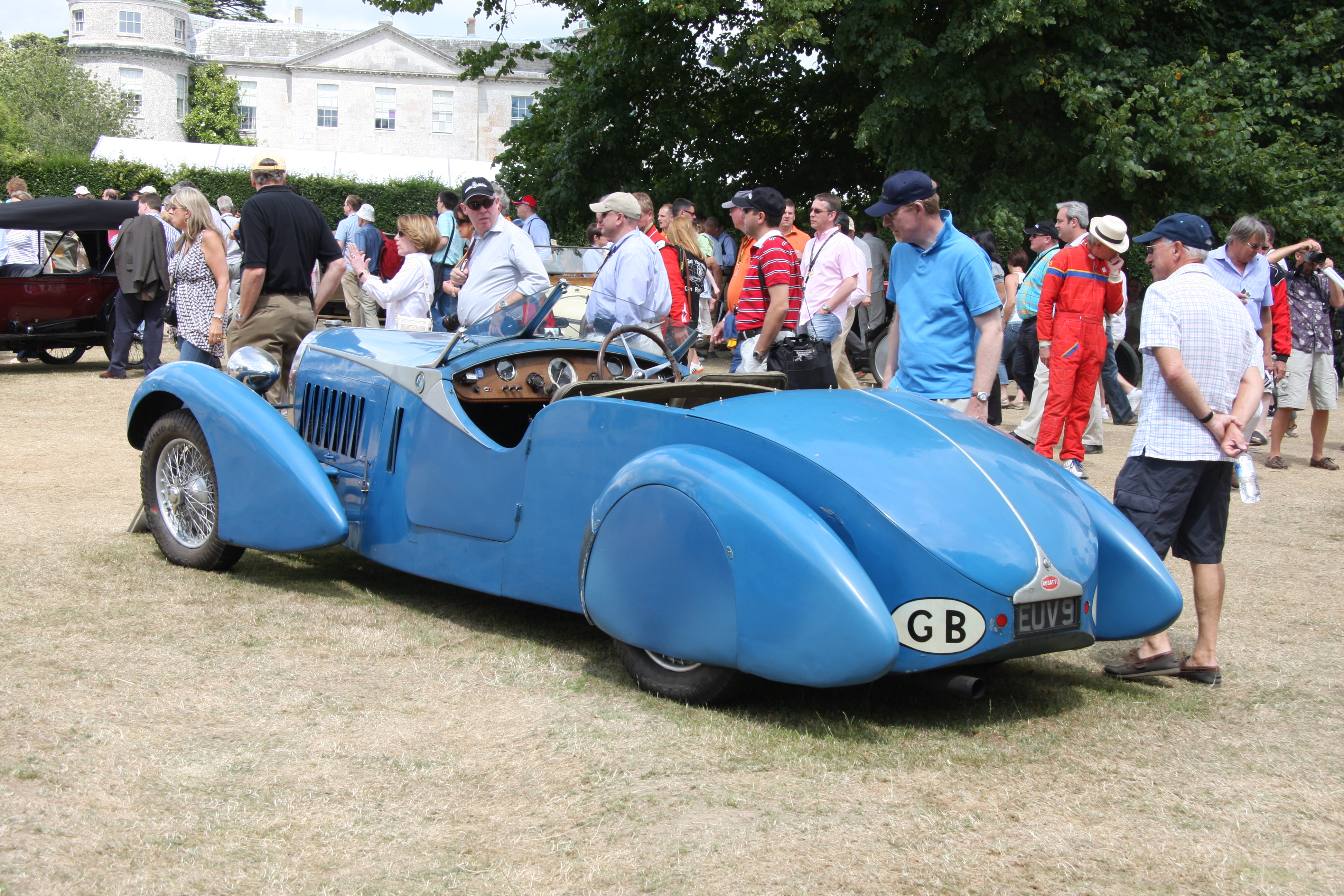
1935 Bugatti Type 57T Tourer

Bugatti Type 57T — це удосконалена модель машини, котра вийшла в 1935 році. Максимальна швидкість збільшилася до 185 км/год.

## Type 57C
Type 57C — це спортивна модифікація моделі, випущена у 1937 році. Оснащувалася 3.3 літровим двигуном із турбонаддувом, потужністю 160 к.с. Модель відрізнялася від попередніх шасі та високим радіатором.

## Type 57S
Type 57S вийшов у 1935 року, вперше його показали на Лондонській автовиставці.
Кузов моделі був Atlantic Coupe, а колісна база була укорочена на 320 мм. В конструкції зробили зміни в каркасі шасі, модифікували двигун (170 к.с. при 193 км/год.). На замовлення міг встановлюватися нагнітач.
Всього виготовили 48 автомобілів, із яких 17 — Atalante Coupe.

## Type 57SC

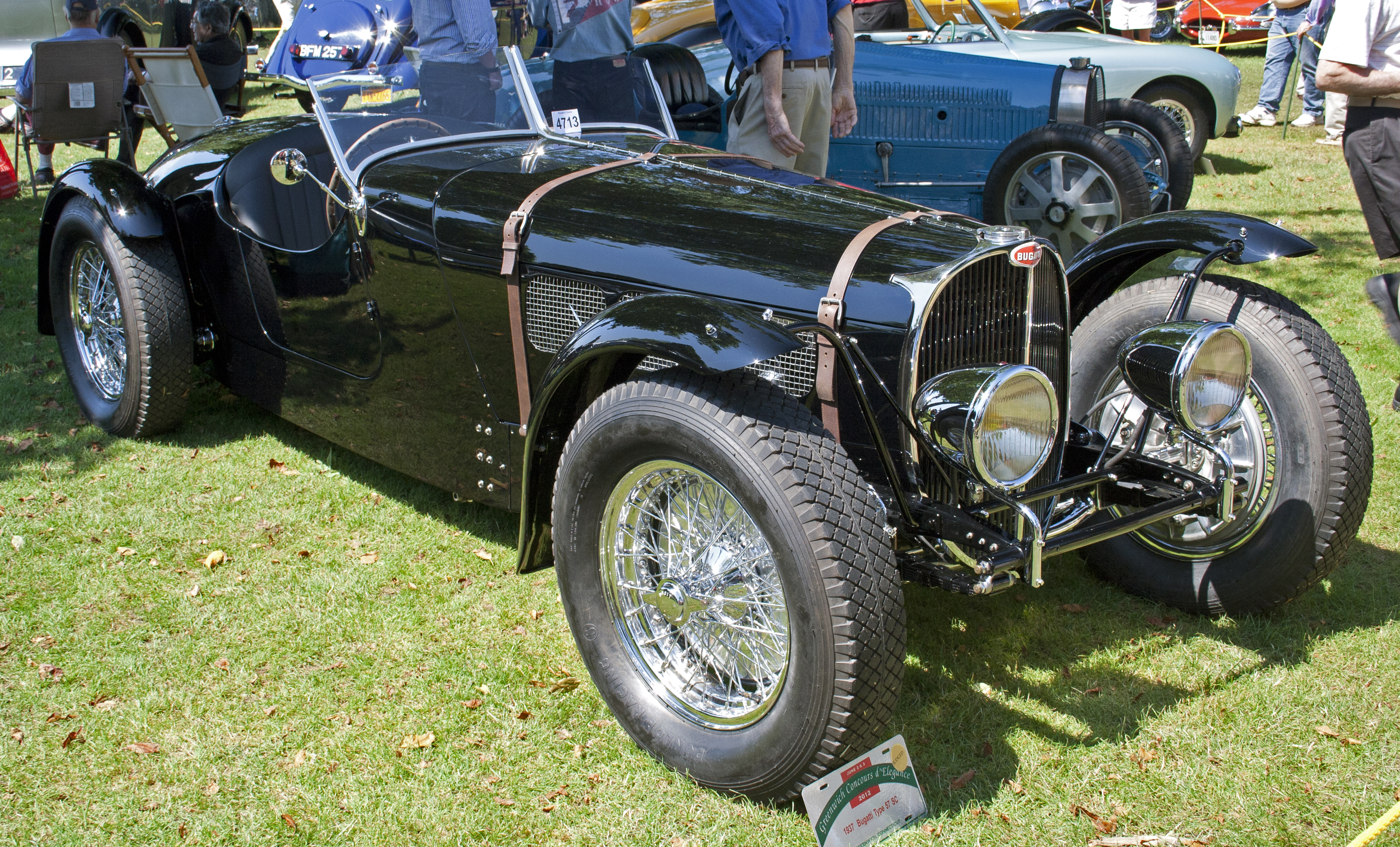
1937 Bugatti Type 57SC roadster

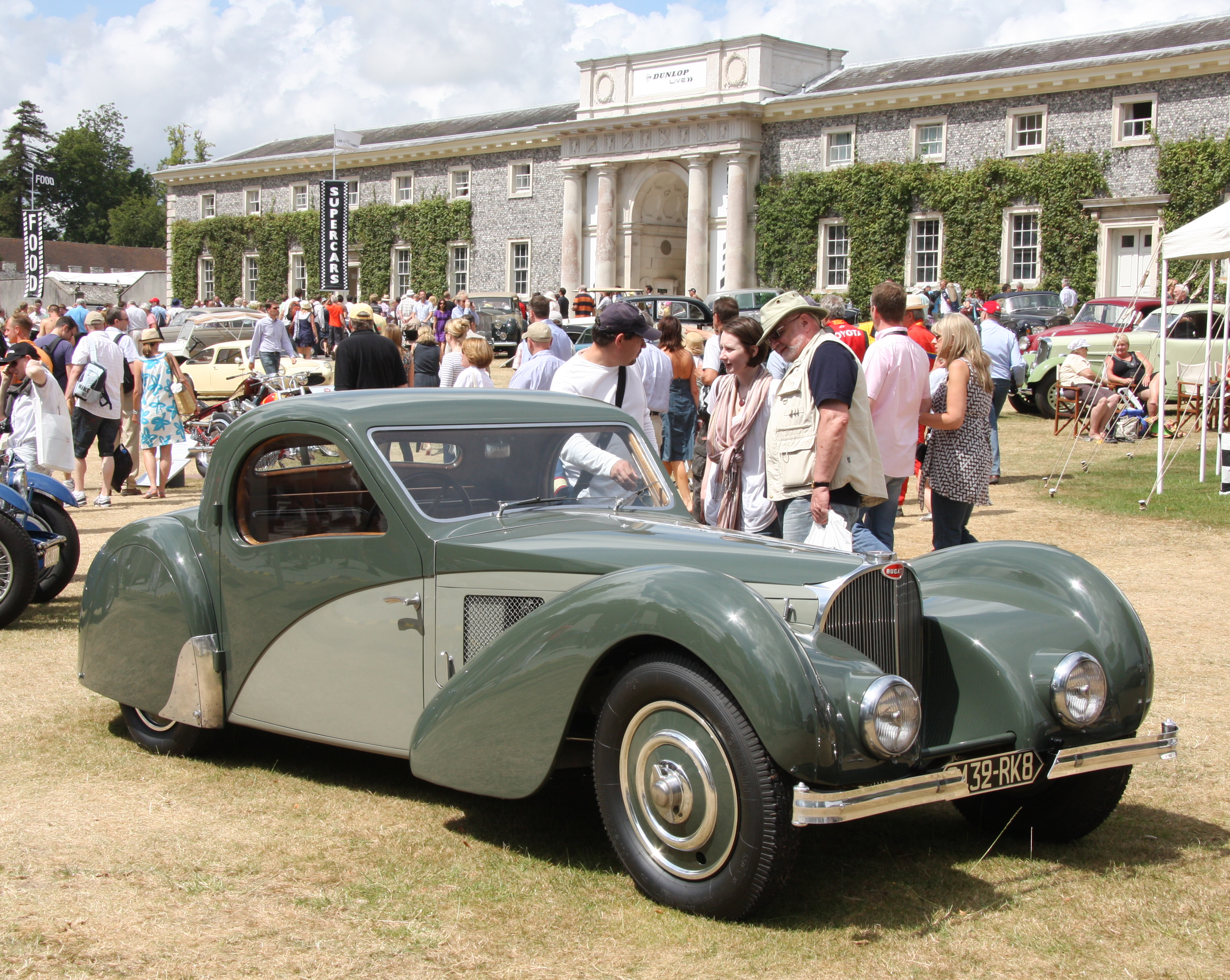
Bugatti Type 57SC Atalante

Відразу, після Type 57S вийшла модифікація Type 57SC — із наддувом типу «Рутс», дозволивши автомобілю розвивати потужність 210 к.с.

## Atlantic
Atlantic декотрі експерти називають першим суперкаром, 1935 року на Паризькому автосалоні її було представлено. Модифікація Type 57S (Type 57SC) була побудована на основі концепт-кара «Aérolithe». Цією розробкою особисто займався Жан Бугатті. Кузов складався із сплаву магнію та алюмінію — «електрон», дуже легкий та вогнетривкий, що дозволило проводити зварювальні роботи над його складанням.

### Двигун
На автомобіль встановлювали компресорний 3,3 літровий (3257 см³.) двигун потужністю 210 к.с. Найбільша (максимальна) швидкість становила 200км/год.
Після «Aérolithe» було виготовлено три моделі Atlantic із номерами шасі — 57374, 57473, 57491.

## Tank

### Type 57G Tank

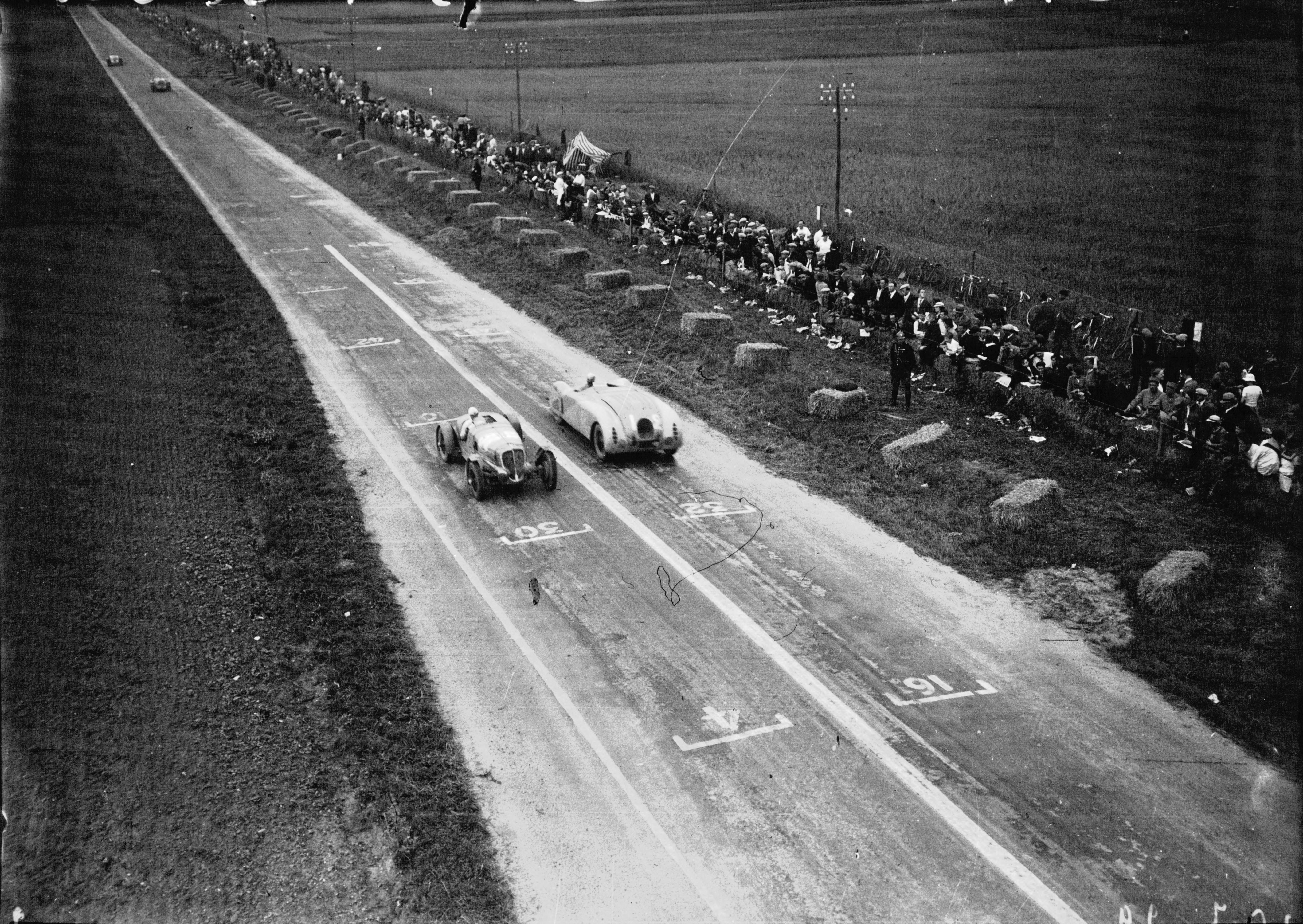
справа Type 57G Tank 1936,Гран-Прі де ла Марн

Type 57G Tank побудували на платформі Type 57S, всього зробили 3 автомобіля. Ця модель є однією із найвідоміших, адже вигравала Гран-Прі Франції (1936) та перемогла у перегонах 24 години Ле Мана у 1937 р.
Двигун встановлювався 8-ми циліндровий атмосферник із верхнім розподільчим валом та двома клапанами на циліндр. Потужність 200к.с. при 3257см³.

### Type 57S Tank
Ця модель здобула перемогу у Ле Мані 1939 року. Після чого Жан Бугатті взяв його на тестування, де на дорозі Молсхайм — Страсбург розбився у віці 30-ти років.

## Atalante

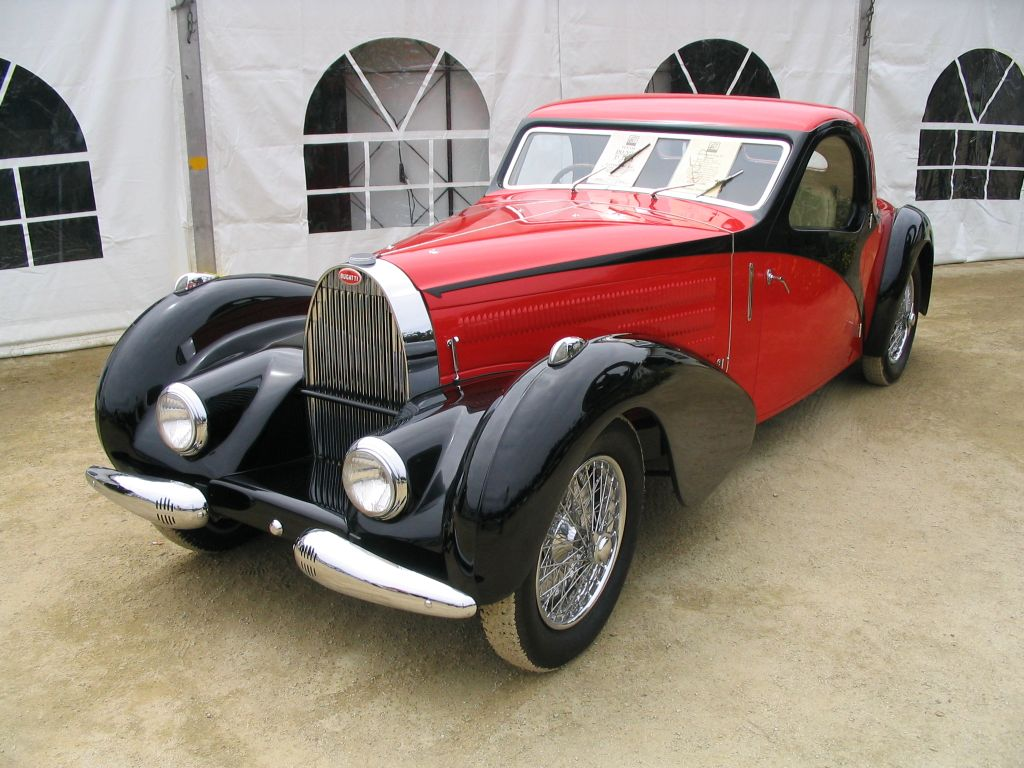
Bugatti Type 57 Atalante 1936

Atalante виготовляли на основі моделей — 57 и 57S. Це було двохдверне купе. Всього виготовили 17 екземплярів.
На сьогодні 4 автомобіля перебувають у Музеї автомобілів Братів Шлупф (Мюлуз, Франція). Модель із номером шасі 57551 має обтікаючі аеродинамічні ліхтарі, розвивала швидкість 190 км/год. Другу машину знайшли в гаражі міста Нюкасл-апон-Тайн (до того вона належала графові Ф. Керзону із 1937 року). У лютому 2009 року її продали на аукціоні за 5 мільйонів доларів США.